# Kleinbahn Niebüll–Dagebüll
| |                                         |                                                                            |                                                                            |
| Streckennummer (DB): | 9100                                    |                                                                            |                                                                            |
| Kursbuchstrecke (DB): | 136                                     |                                                                            |                                                                            |
| Kursbuchstrecke: | 101q (1934) 112k (1946)                 |                                                                            |                                                                            |
| Streckenlänge: | 14,728 km                               |                                                                            |                                                                            |
| Spurweite: | 1435 mm (Normalspur); bis 1926: 1000 mm |                                                                            |                                                                            |
| Streckenklasse: | D4                                      |                                                                            |                                                                            |
| Minimaler Radius: | 250 m                                   |                                                                            |                                                                            |
| Streckengeschwindigkeit: | 80 km/h                                 |                                                                            |                                                                            |
| Zugbeeinflussung: | PZB                                     |                                                                            |                                                                            |
| |                                         |                                                                            |                                                                            |
| \| \| \| von Westerland (Sylt) \| \| \| \| −0,680 \| \| \| \| \| \| von Tønder \| \| \| \| \| \| \| \| \| \| Niebüll Naibel \| \| \| \| 0,000 \| Niebüll neg \| Niebüll neg \| \| \| \| nach Elmshorn \| \| \| \| 1,100 \| Mittel-Niebüll (1926 aufgelassen) \| Mittel-Niebüll (1926 aufgelassen) \| \| \| 1,000 \| Niebüll Süd (nach 1956 aufgelassen) \| Niebüll Süd (nach 1956 aufgelassen) \| \| \| \| Deezbüll-Trichter (1926 aufgelassen) \| \| \| \| 1,800 \| Deezbüll (Bedarfshalt) \| Deezbüll (Bedarfshalt) \| \| \| \| Deezbüll-Burg (1926 aufgelassen) \| \| \| \| \| Moorhäuser (nach 1926 aufgelassen) \| \| \| \| 4,600 \| Maasbüll (b Niebüll) (Bedarfshalt) \| Maasbüll (b Niebüll) (Bedarfshalt) \| \| \| 9,000 \| Blocksberg (bis 1992 Personenverkehr) \| Blocksberg (bis 1992 Personenverkehr) \| \| \| 11,300 \| Dagebüll Kirche (Doogebel Schörk, Bedarfshalt) \| Dagebüll Kirche (Doogebel Schörk, Bedarfshalt) \| \| \| \| \| \| \| \| 13,600 \| Dagebüll Hafen (Doogebel, Halt nur bei Sturmflut) Halligbahn nach Langeneß \| Dagebüll Hafen (Doogebel, Halt nur bei Sturmflut) Halligbahn nach Langeneß \| \| \| \| \| \| \| \| \| Deichdurchlass \| \| \| \| 14,050 \| Dagebüll Mole Doogebel bru \| Dagebüll Mole Doogebel bru \| \| \| \| Übergang zu den Fähren nach Föhr und Amrum \| \| \| \| \| \| \| \| Quellen: [1][2][3] \| \| \| \| |                                         |                                                                            |                                                                            |
| Strecke |                                         | von Westerland (Sylt)                                                      | von Westerland (Sylt)                                                      |
| Strecke | −0,680                                  |                                                                            |                                                                            |
| Strecke · Abzweig geradeaus und von links |                                         | von Tønder                                                                 | von Tønder                                                                 |
| Abzweig geradeaus und nach links · Abzweig geradeaus und von rechts |                                         |                                                                            |                                                                            |
| Strecke · Bahnhof |                                         | Niebüll Naibel                                                             | Niebüll Naibel                                                             |
| Bahnhof · Strecke | 0,000                                   | Niebüll neg                                                                | Niebüll neg                                                                |
| Strecke · Strecke nach links |                                         | nach Elmshorn                                                              | nach Elmshorn                                                              |
| ehemaliger Haltepunkt / Haltestelle | 1,100                                   | Mittel-Niebüll (1926 aufgelassen)                                          | Mittel-Niebüll (1926 aufgelassen)                                          |
| ehemaliger Haltepunkt / Haltestelle | 1,000                                   | Niebüll Süd (nach 1956 aufgelassen)                                        | Niebüll Süd (nach 1956 aufgelassen)                                        |
| ehemaliger Haltepunkt / Haltestelle |                                         | Deezbüll-Trichter (1926 aufgelassen)                                       | Deezbüll-Trichter (1926 aufgelassen)                                       |
| Haltepunkt / Haltestelle | 1,800                                   | Deezbüll (Bedarfshalt)                                                     | Deezbüll (Bedarfshalt)                                                     |
| ehemaliger Haltepunkt / Haltestelle |                                         | Deezbüll-Burg (1926 aufgelassen)                                           | Deezbüll-Burg (1926 aufgelassen)                                           |
| ehemaliger Haltepunkt / Haltestelle |                                         | Moorhäuser (nach 1926 aufgelassen)                                         | Moorhäuser (nach 1926 aufgelassen)                                         |
| Haltepunkt / Haltestelle | 4,600                                   | Maasbüll (b Niebüll) (Bedarfshalt)                                         | Maasbüll (b Niebüll) (Bedarfshalt)                                         |
| Dienststation / Betriebs- oder Güterbahnhof | 9,000                                   | Blocksberg (bis 1992 Personenverkehr)                                      | Blocksberg (bis 1992 Personenverkehr)                                      |
| Haltepunkt / Haltestelle | 11,300                                  | Dagebüll Kirche (Doogebel Schörk, Bedarfshalt)                             | Dagebüll Kirche (Doogebel Schörk, Bedarfshalt)                             |
| |                                         |                                                                            |                                                                            |
| Bahnhof · Betriebs-/Güterbahnhof Streckenanfang und quer | 13,600                                  | Dagebüll Hafen (Doogebel, Halt nur bei Sturmflut) Halligbahn nach Langeneß | Dagebüll Hafen (Doogebel, Halt nur bei Sturmflut) Halligbahn nach Langeneß |
| |                                         |                                                                            |                                                                            |
| |                                         | Deichdurchlass                                                             |                                                                            |
| Kopfbahnhof Streckenende | 14,050                                  | Dagebüll Mole Doogebel bru                                                 | Dagebüll Mole Doogebel bru                                                 |
| |                                         | Übergang zu den Fähren nach Föhr und Amrum                                 |                                                                            |
| |                                         |                                                                            |                                                                            |
| Quellen: |                                         |                                                                            |                                                                            |

Kleinbahn Niebüll–Dagebüll ist ein Synonym für die Bahnstrecke Niebüll–Dagebüll. Diese Bezeichnung war auch der Hauptbestandteil des Namens früherer Betreibergesellschaften. Die Strecke ist eine eingleisige, nicht elektrifizierte Nebenbahn.
Obwohl die Strecke keine Kleinbahn mehr ist, wird sie aber nach wie vor landläufig noch so bezeichnet. Der Betrieb der Bahnstrecke obliegt seit 2004 der Norddeutschen Eisenbahngesellschaft Niebüll mbH (neg) als Eisenbahninfrastrukturunternehmen.

## Strecke
Die Bahnstrecke Niebüll neg–Dagebüll hat heute eine Länge von 13,7 Kilometern. Sie liegt in Nordfriesland und verbindet die Stadt Niebüll mit dem Fährhafen Dagebüll an der Nordsee. Die Streckennummer lautet 9100.
Die Bahntrasse verläuft größtenteils durch flaches, landwirtschaftlich geprägtes Marschland und folgt dabei teilweise längsseits auf und neben den historischen Deichlinien des ehemaligen Wattenmeerbereichs Dagebüller Bucht. Dies ist neben der Lage der zahlreichen früheren Bahnhöfe entlang der Strecke der Grund für mehrere enge Kurven wie die Blocksberger Kurve nordöstlich des gleichnamigen Bahnhofs. Zwischen dem Dagebüller Hafen- und dem Molenbahnhof führt die Strecke durch einen durch Fluttore verschließbaren Deichdurchlass. Nur im Falle einer Sturmflut oder bei geschlossenen Deichtoren halten und wenden die Züge in Dagebüll Hafen.
Der Bahnhof Niebüll neg wurde früher als „Niebüll Kleinbahnhof“ bzw. „Niebüll NVAG“ bezeichnet.

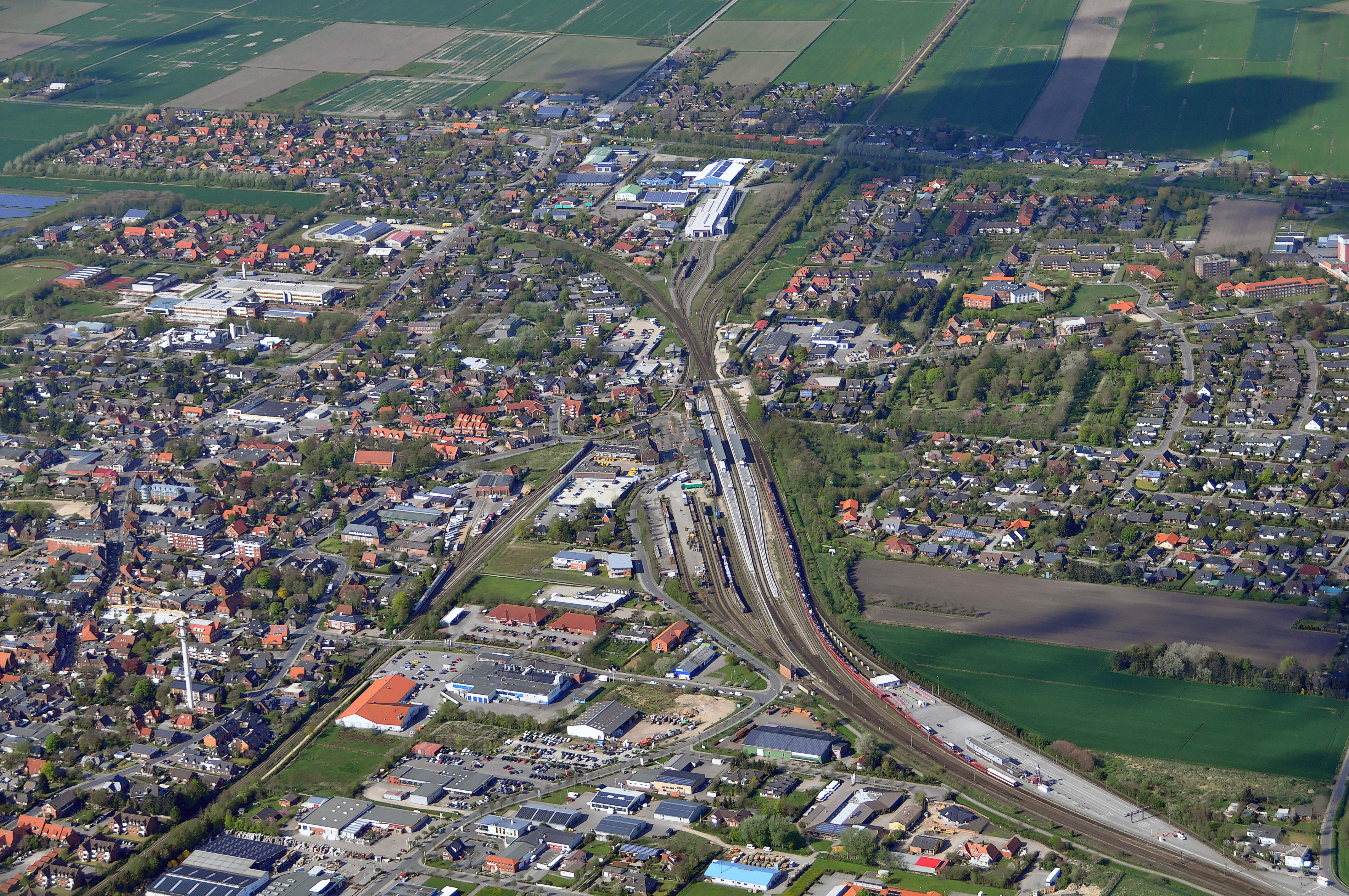
Niebüll mit DB-Bahnhof und neg-Strecke von links unten bis zur Bildmitte
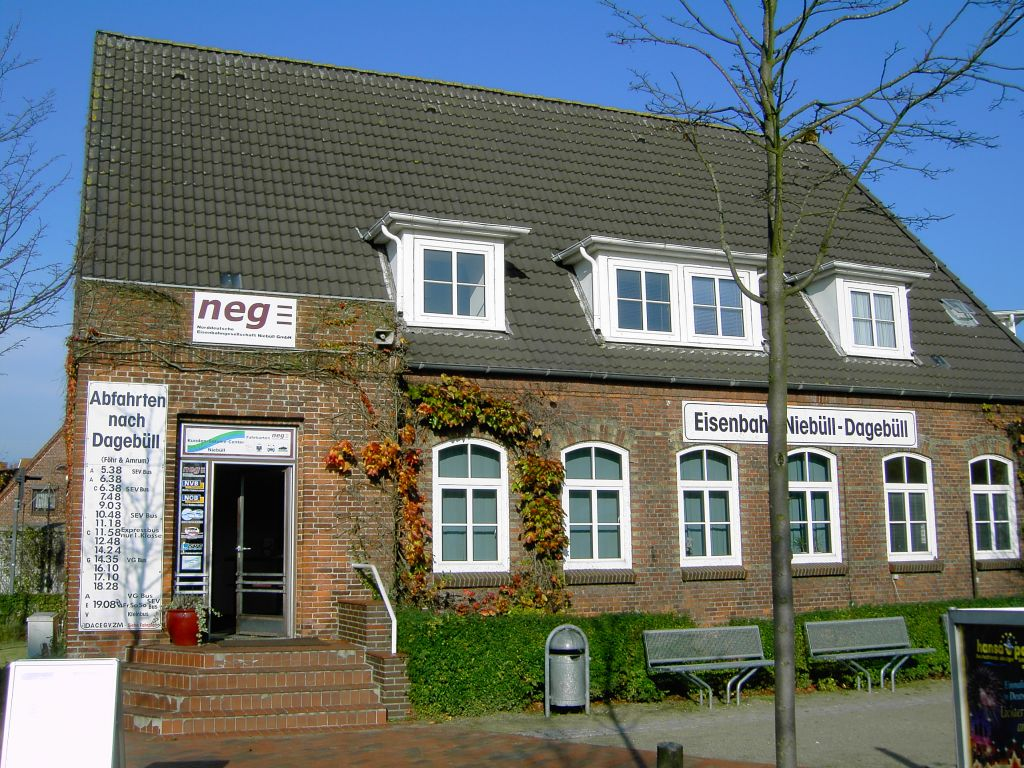
Bahnhof Niebüll neg
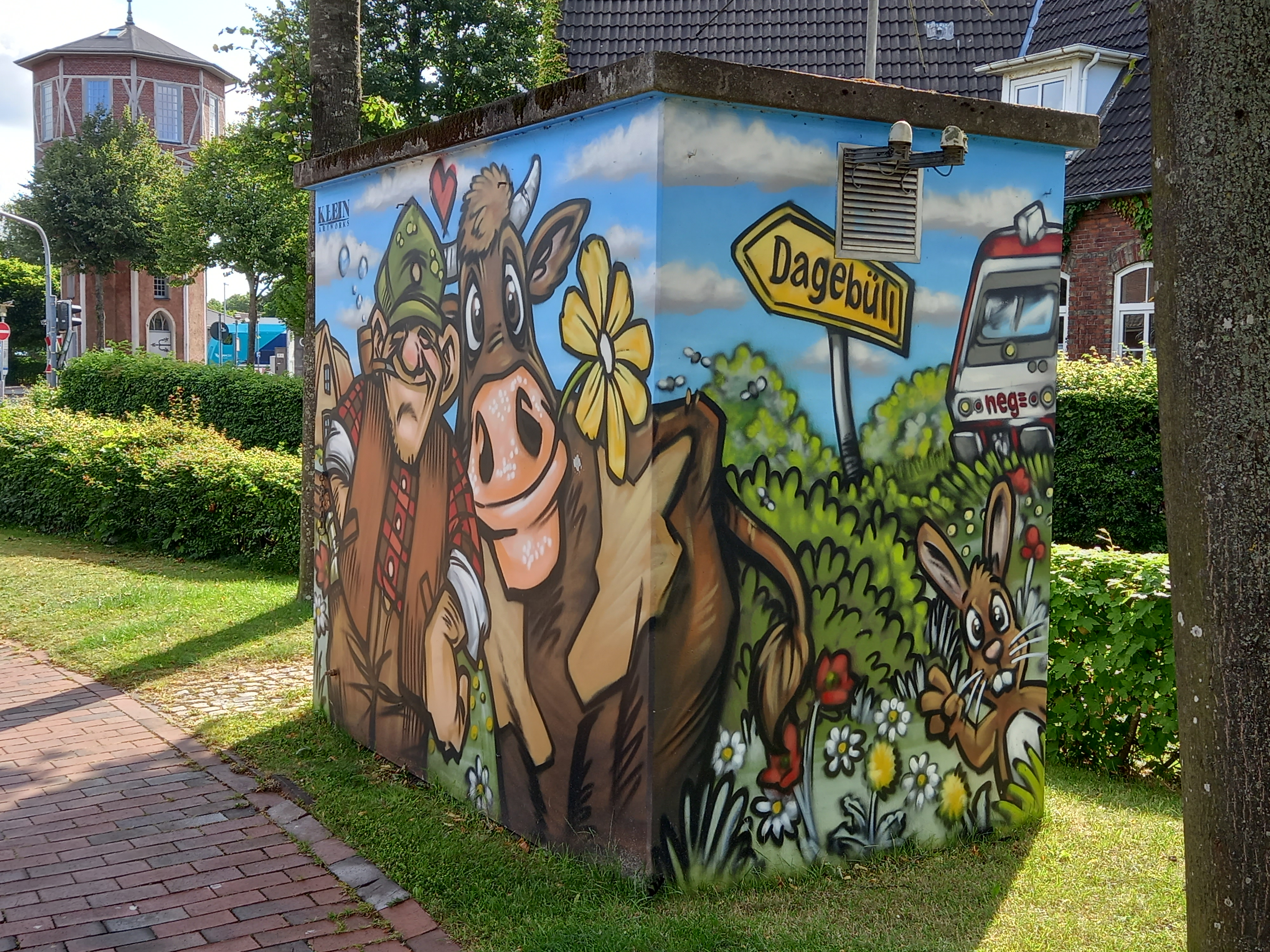
Dagebüll-Graffito am Bahnhof Niebüll
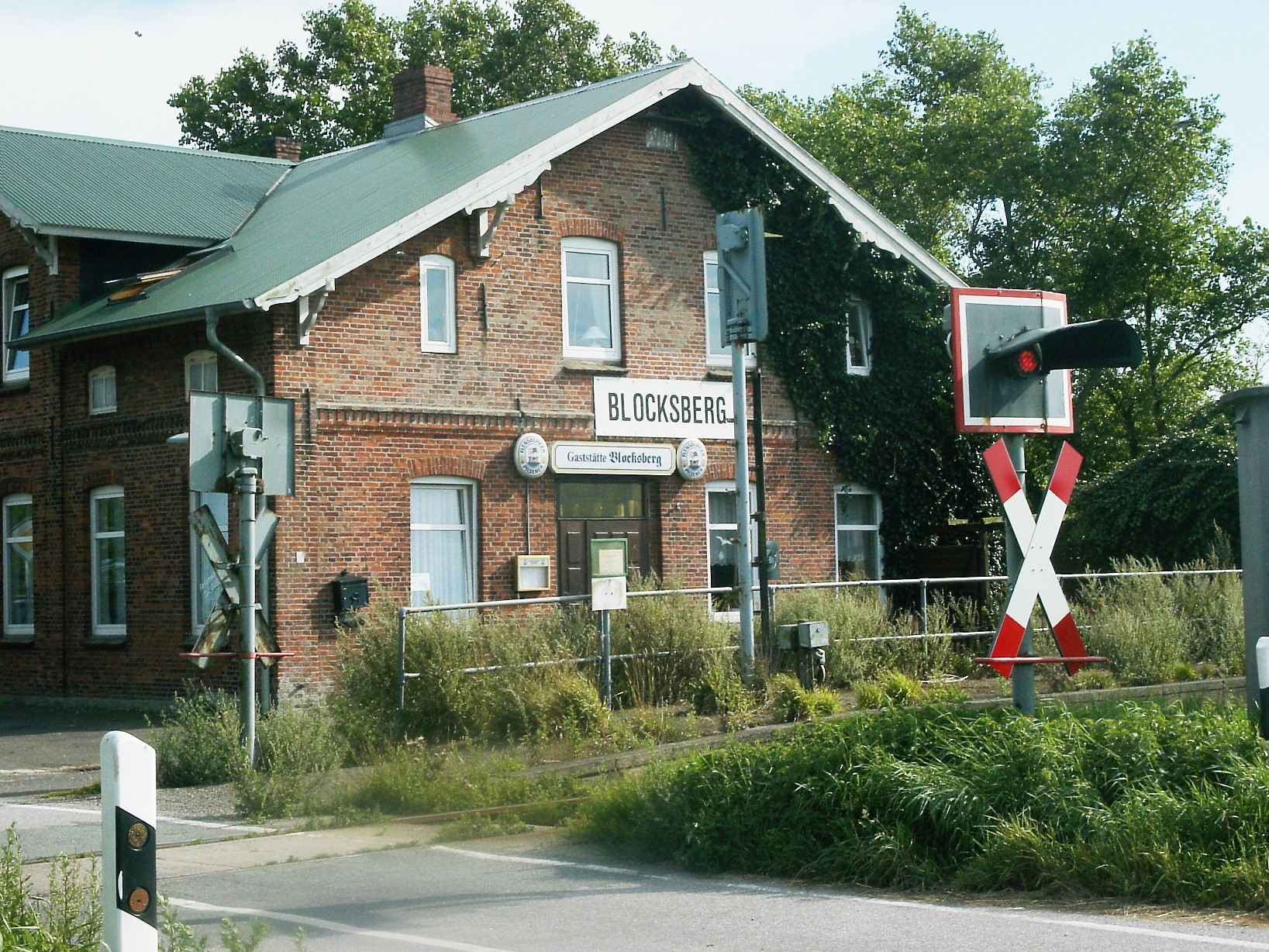
Bahnhof Blocksberg
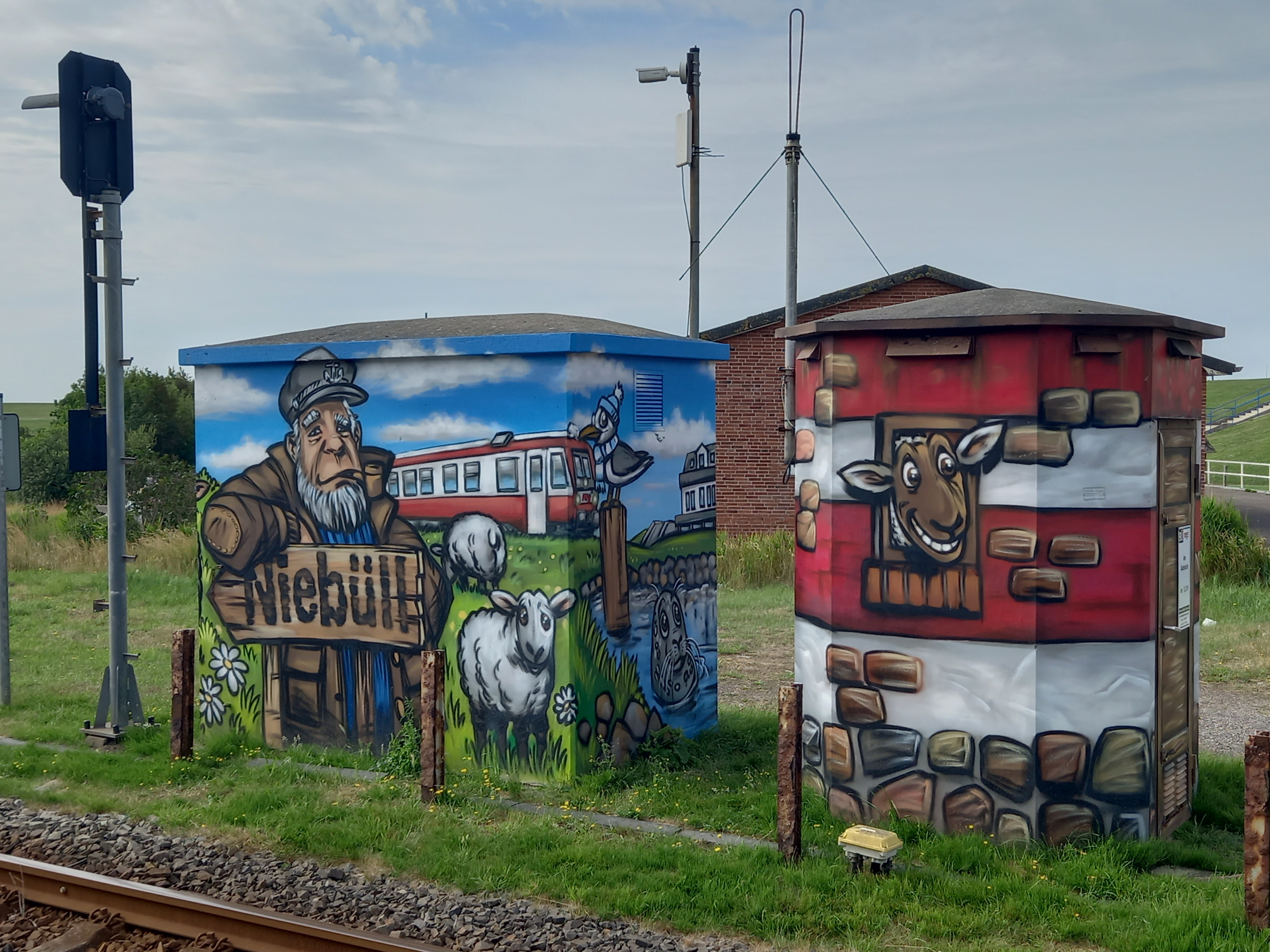
Niebüll-Graffiti am Bahnhof Dagebüll Hafen
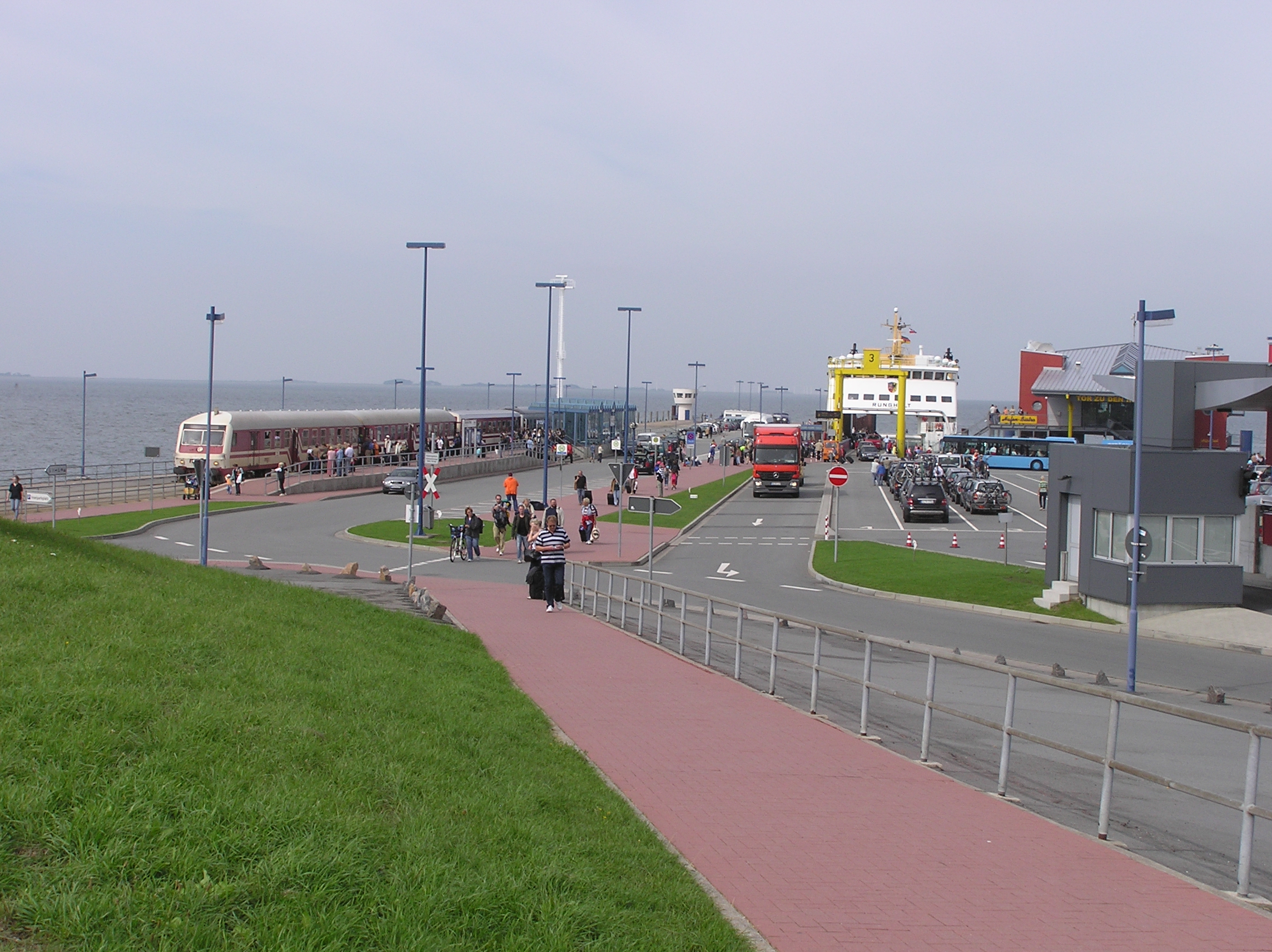
Bahnhof Dagebüll Mole
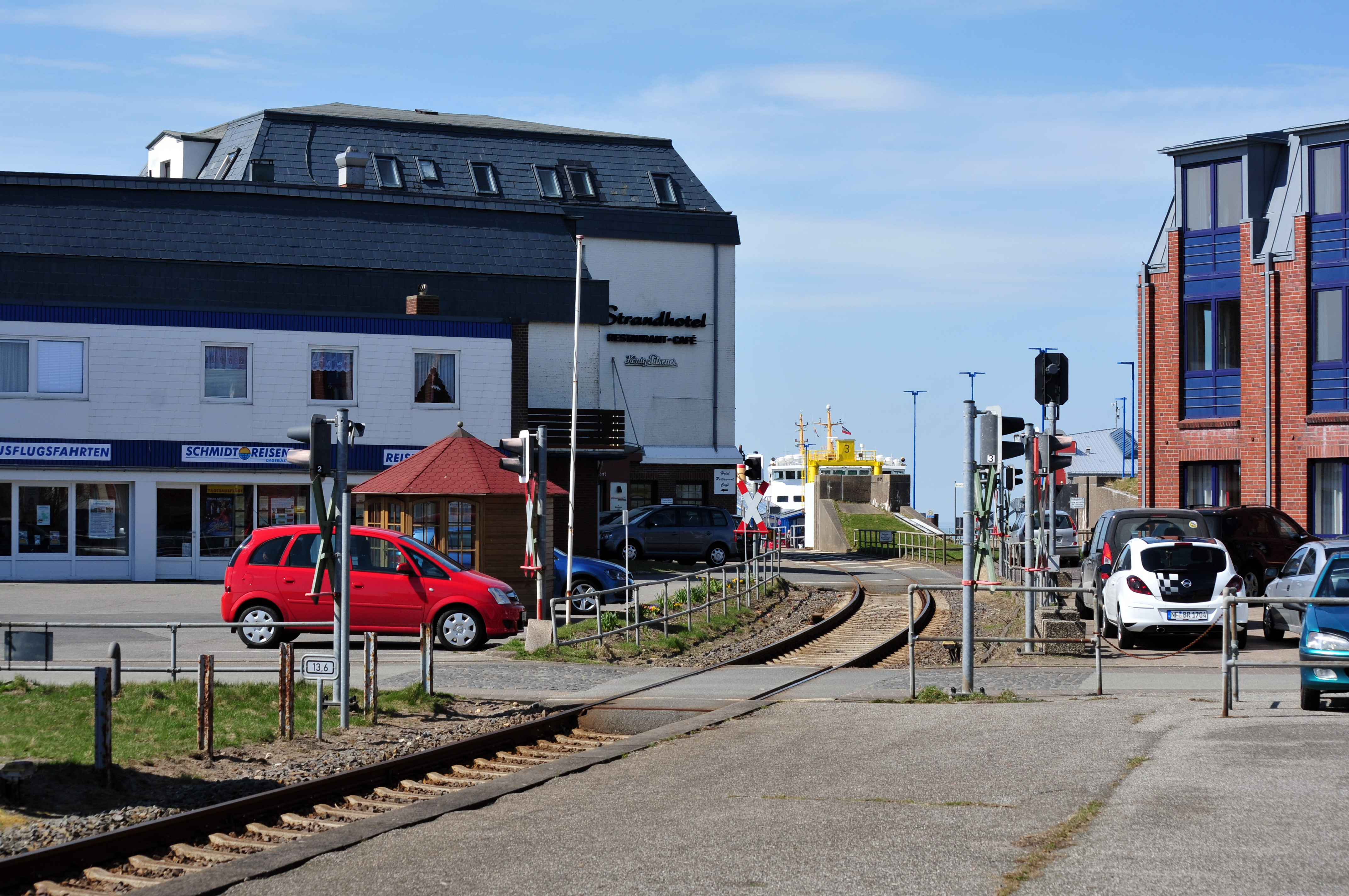
Blick vom Bahnhof Dagebüll Hafen durch den Deich zur Mole
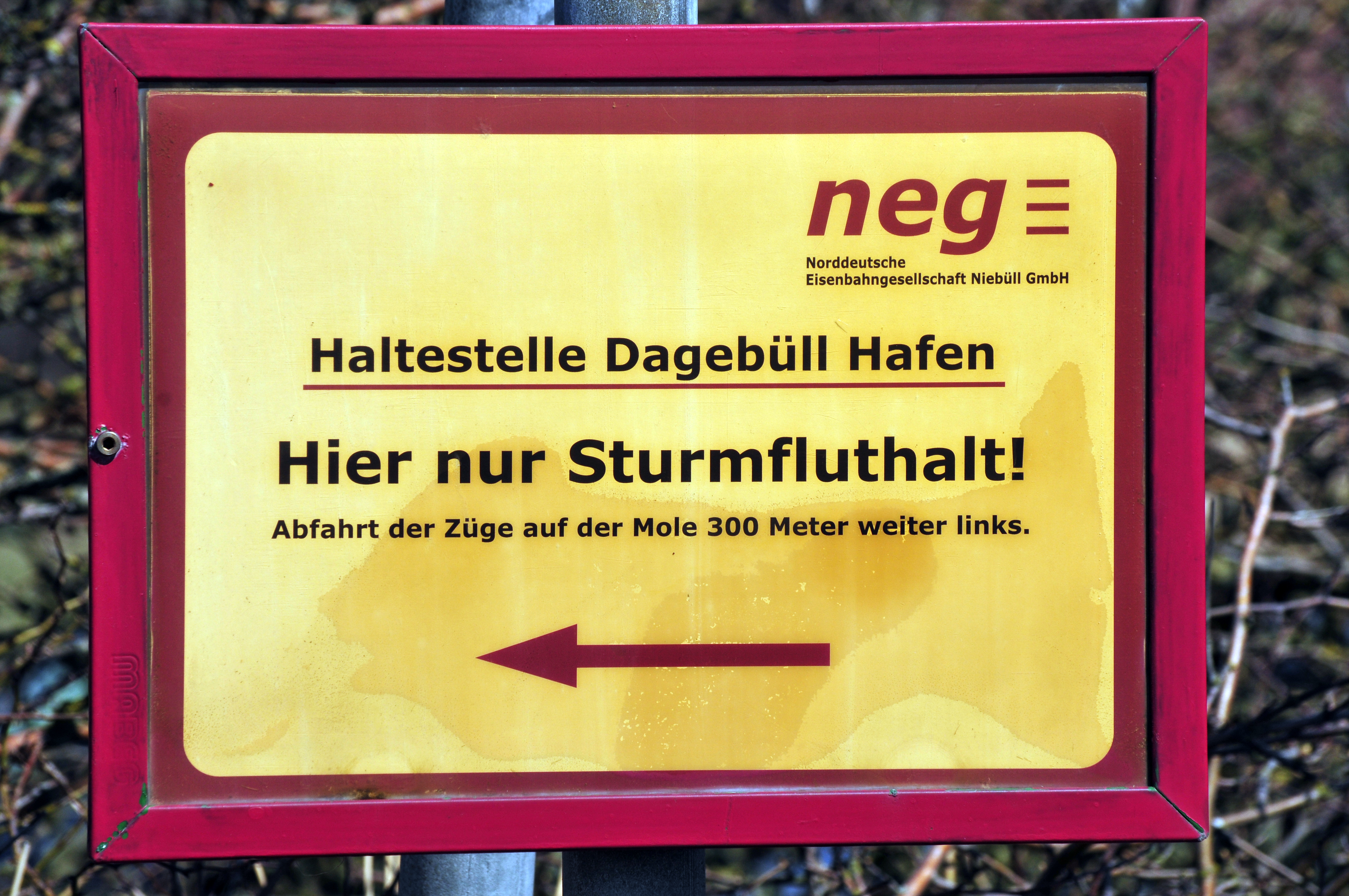
Erläuterung in Dagebüll Hafen

## Geschichte

### Kleinbahn Niebüll-Dagebüll oHG
Am 13. Juli 1895 wurde die Strecke nach einem Plan von Emil Kuhrt als Schmalspurstrecke in Meterspur eröffnet. Diskutiert worden war auch ein Streckenverlauf Lindholm–Dagebüll. Die Strecke wurde von der Kleinbahn Niebüll-Dagebüll oHG erbaut und betrieben, an der die Gemeinden Niebüll und Wyk auf Föhr sowie die Provinz Schleswig-Holstein beteiligt waren. Später wurde die Gesellschaft in den Kleinbahn-Zweckverband Niebüll-Wyk umgewandelt. Das Gleis führte zunächst bis zur binnendeichs gelegenen Station Dagebüll Hafen. Außendeichs erfolgte der Weitertransport zum Schiff auf einer 600-mm-Bahn. 1911 wurde das 1000-mm-Gleis durch die neu erbaute Stöpe auf die Dagebüller Mole verlängert, die 600-mm-Bahn abgebaut. Der Bahnhof im Ort wurde nur noch bei schweren Fluten genutzt, bei denen Schiffe noch fuhren. Die Streckenlänge betrug damit 13,78 Kilometer.
Am 1. Mai 1926 war die Umspurung auf Regelspur vollendet. Grund der Umspurung war die drohende Konkurrenz durch den im Bau befindlichen Hindenburgdamm nach Sylt. Zur Bewältigung der finanziellen Belastungen wurde der Kreis der Kapitalgeber um das Deutsche Reich und den Freistaat Preußen erweitert, die dann am 15. November 1927 die Kleinbahn Niebüll–Dagebüll AG gründeten. Die Umspurung führte zu einem Aufschwung des Verkehrs, der auch nach dem Zweiten Weltkrieg anhielt. Die Streckenlänge schrumpfte durch die Umspurung und Neutrassierungen geringfügig auf 13,7 Kilometer.

### Nordfriesische Verkehrsbetriebe AG – NVAG

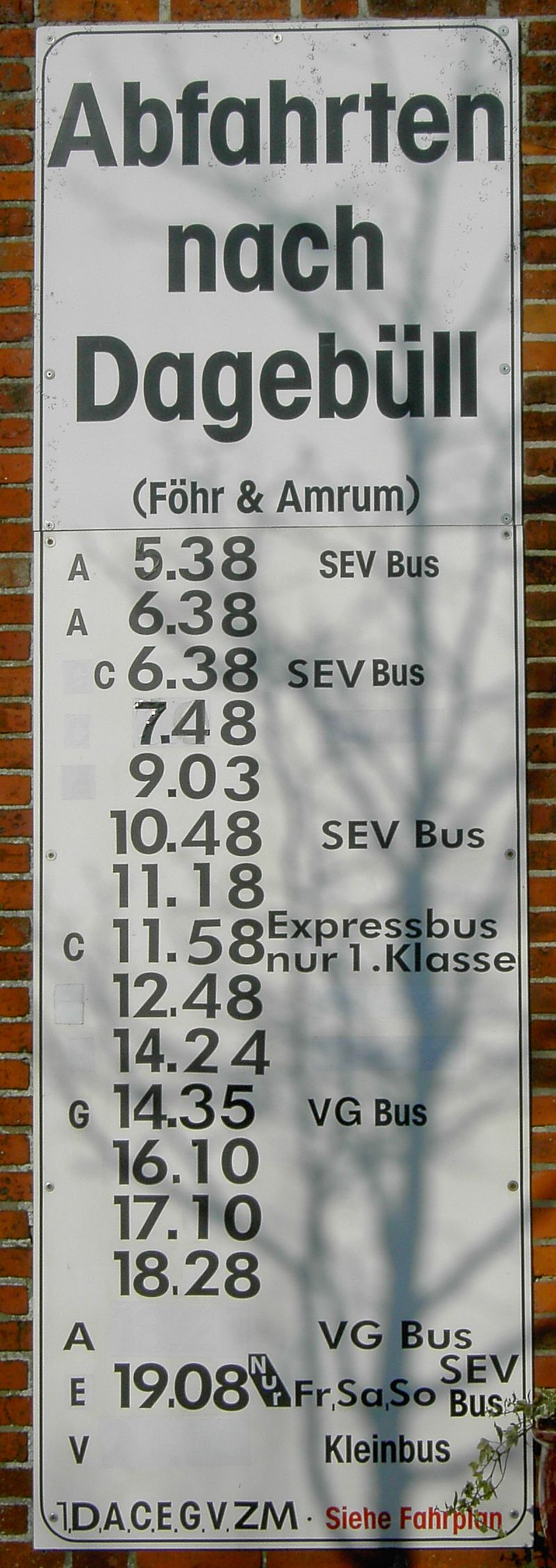
Fahrplan (2005)

Am 21. Dezember 1964 wurden die Nordfriesische Verkehrsbetriebe AG (NVAG) als Rechtsnachfolgerin gegründet. An ihr waren (1982) das Land Schleswig-Holstein zu fast 75 Prozent sowie der Kreis Nordfriesland und die Stadt Wyk auf Föhr beteiligt. Die NVAG engagierte sich außerdem im Busverkehr und Schienen- und Straßengüternahverkehr.
Seit 1971 konnten die Fähren ab Dagebüll tideunabhängig fahren, so dass auch der Fahrplan der NVAG vereinfacht werden konnte. In den 1970er Jahren bestand aufgrund sinkender Einnahmen die Gefahr der Stilllegung der Strecke. Daher wurde sie von 1981 bis 1984 grundlegend saniert. 1995 verkaufte das Land Schleswig-Holstein seine NVAG-Anteile an die Wyker Dampfschiffs-Reederei. 1999 endete der Stückgutverkehr auf der Bahnstrecke nach Dagebüll.
Zur Reaktivierung der Strecke von Niebüll ins dänische Tønder fuhr die NVAG ab 2000 zwei Jahre lang in der Sommersaison im Probebetrieb, ehe ein regelmäßiger Personenverkehr bestellt wurde. 2003 musste die NVAG aufgrund überambitionierter Projekte im norddeutschen Güterverkehr Konkurs anmelden.

### Norddeutsche Eisenbahngesellschaft Niebüll GmbH – neg
Am 1. Januar 2004 übernahm die Norddeutsche Eisenbahngesellschaft Niebüll GmbH, kurz neg, eine 100-prozentige Tochter der Chemins de Fer Luxembourgeois (staatliche Luxemburger Eisenbahn), den Bahnbetrieb. Gleichzeitig wurde die Bussparte der NVAG von den neu gegründeten Niebüller Verkehrsbetrieben (NVB), einer Tochtergesellschaft der Connex Verkehr GmbH, fortgeführt.
Für notwendige Sanierungsmaßnahmen entlang der Strecken Niebüll–Tønder und Niebüll–Dagebüll erhielt die neg am 7. Dezember 2006 einen GVFG-Förderbescheid in Höhe von 6,37 Millionen Euro. Die Arbeiten wurden vor Beginn des Osterreiseverkehrs 2007 abgeschlossen. Neben der Gewährleistung der Betriebssicherheit in den kommenden 20 Jahren wurde die zulässige Höchstgeschwindigkeit auf Teilabschnitten zwischen Niebüll und Dagebüll auf bis zu 80 km/h erhöht. Damit kommen die Züge sechs Minuten eher in Dagebüll an, wodurch es möglich ist, den Triebwagen im Stundentakt pendeln zu lassen.

## Betriebsgeschehen

### Geschichte
Bis 1926 gab es maximal (pro Jahr) fünf Dampflokomotiven, zehn Personenwagen, einen Packwagen, 23 Güterwagen und eine Hebeldraisine.
Nach dem Umbau auf Regelspur gab es insgesamt drei Dampflokomotiven, zwei Diesellokomotiven (darunter DL2, die aus einer DB-Lokomotive der Baureihe 211 entstand und noch in Betrieb ist) und sechs Triebwagen. T1 war ein Benzoltriebwagen, während es sich bei T2 um einen Esslinger Triebwagen und bei T3 um einen MaK-Triebwagen handelte. T4 wurde 1996 an die NVAG ausgeliefert. Er stammt von den Jenbacher Werken und ist aus den Triebwagen der Baureihe ÖBB 5047 abgeleitet, besitzt aber zusätzlich einen Generator für die Versorgung der Kurswagen. Auch ein Triebwagen der Baureihe 629, der 2008 von der Frankfurt-Königsteiner Eisenbahn übernommen wurde, wurde beschafft, sowie 2015 ein weiterer, der aus zwei ehemaligen CFL-Triebwagen der Baureihe 628 zu einem Triebwagen der Baureihe 629 umgebaut wurde. Außerdem gab es maximal sechs Personenwagen, einen Packwagen, sieben gedeckte Güterwagen (G-Wagen, zum Teil heute noch in Betrieb), einen Bahnmeisterwagen, eine Hebeldraisine und ein Schienenkrad. 2008 und 2012 wurde je ein Heizwagen für den Kurswagenbetrieb angeschafft.
In den 1930er Jahren gab es in der Ferienzeit Züge mit über zehn Schnellzugwagen sowie weiteren Packwagen. Für eine Kleinbahn war dies eine große Zahl. Vor und nach Feiertagen konnte noch um 2000 die Länge der Züge fünf Personenwagen (darunter zwei Kurswagen) und einige G-Wagen für den Stückgutverkehr betragen.

### Gegenwart
Der aktuelle Betrieb ist charakterisiert durch Kurswagen, die im Sommer und über Weihnachten mit drei bis vier IC-Zügen auf der Marschbahn Hamburg–Westerland im Bahnhof Niebüll ausgetauscht werden, um mit neg-Fahrzeugen mittels einer Sägefahrt (Rangierfahrt mit Richtungswechsel) zum Bahnhof Niebüll neg zu wechseln. Ab diesem Bahnhof beträgt die planmäßige Fahrzeit 15 bis 19 Minuten nach Dagebüll Mole. Zugfahrzeug des Kurswagenzuges kann neben dem Triebwagen T4 auch einer der beiden Triebwagen der Baureihe 629 sein. Alle anderen neg-Züge fahren ohne Kurswagen.

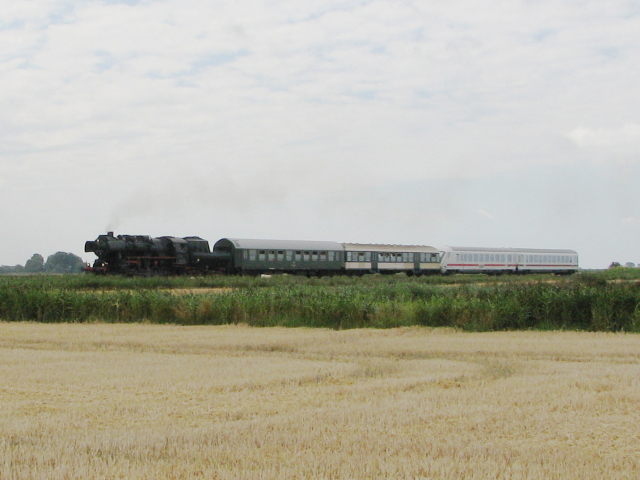
Planzug mit Dampftraktion zwischen Niebüll und Dagebüll (2008)

In den Sommermonaten 2008 und 2009 griff die neg zur touristischen Attraktivitätssteigerung bei den Wochenendfahrten auf den Betrieb mittels der Dampflokomotive 52 8079 zurück. 2010 fand der Plandampf erstmals mit der Lok 78 468 der „Eisenbahntradition Lengerich“ statt. Auch 2011 verkehrte diese Lokomotive an drei Sommerwochenenden vor mehreren planmäßigen Zügen; für 2012 war der gelegentliche Einsatz einer Diesellokomotive der DB-Baureihe 220 geplant. In den Folgejahren gab es Fahrten der Angelner Dampfeisenbahn.
Die Züge fahren bis auf die Mole. Von dort ist es nur ein kurzer, barrierefreier Fußweg zu den Fähren der Wyker Dampfschiffs-Reederei Föhr-Amrum. Bei Sturmflut und geschlossenen Deichtoren beginnen und enden die Züge im bis 1992 als regulärer Halt genutzten Bahnhof Dagebüll Hafen.
Aus betrieblichen Gründen werden vereinzelt Busse eingesetzt. Deren Fahrzeit beträgt 20 Minuten; es wird allerdings statt an den Unterwegsbahnhöfen nur einmalig in Deezbüll gehalten, da die Bahnhöfe in einiger Entfernung von der Straße nach Dagebüll liegen. Seit dem 14. Dezember 2014 trägt die Verbindung Niebüll–Dagebüll die Liniennummer „RB 65“. Kernmerkmal des Betriebes ist die Anschlusssicherung. So wartet der Zug der neg teilweise zu Lasten des Fahrplans auf verspätete Züge am DB-Bahnhof oder verspätete Fähren am Anleger in Dagebüll.
Der Fahrgastbeirat Schleswig-Holstein zeichnete die neg zusammen mit der Wyker Dampfschiffs-Reederei Föhr-Amrum mit dem ÖPNV-Preis 2017 für das Engagement bei der touristischen Anbindung der Nordfriesischen Inseln aus.
Zwischen 2021 und 2024 wurden für insgesamt 4,5 Millionen Euro die Stationen modernisiert. Dabei wurde in Dagebüll Mole eine Bahnsteighalle errichtet.
Die neg plant die Elektrifizierung der Strecke und hat deshalb diese Leistungen Anfang 2020 ausgeschrieben. Die RDC ging 2024 davon aus, die Planungen in Vorbereitung auf die Planfeststellung bis zum Ende des zweiten Quartals 2024 abzuschließen und im Anschluss die Unterlagen an die zuständige Behörde zu übergeben. Sie setzte unter der Prämisse eines fristgerechten Planfeststellungsbeschlusses und der Förderzusage des Landes die Bauzeit von Herbst 2026 bis April 2027 an. Mit Einführung des ICE L auf der Marschbahn wird kein Kurswagenverkehr mehr möglich sein, weshalb die Fernverkehrsanbindung von Dagebüll 2026 ersatzlos entfallen soll. Die neg kündigte als Abhilfe an, zum Fahrplanjahr 2026 die Sitzplatzkapazitäten auf bis zu 420 Sitzplätze zu erhöhen. Das Verkehrsministerium Schleswig-Holstein verschob die Elektrifizierung auf den Beginn der 2030er Jahre, frühestens 2032, – zeitgleich mit der Elektrifizierung der Marschbahn.

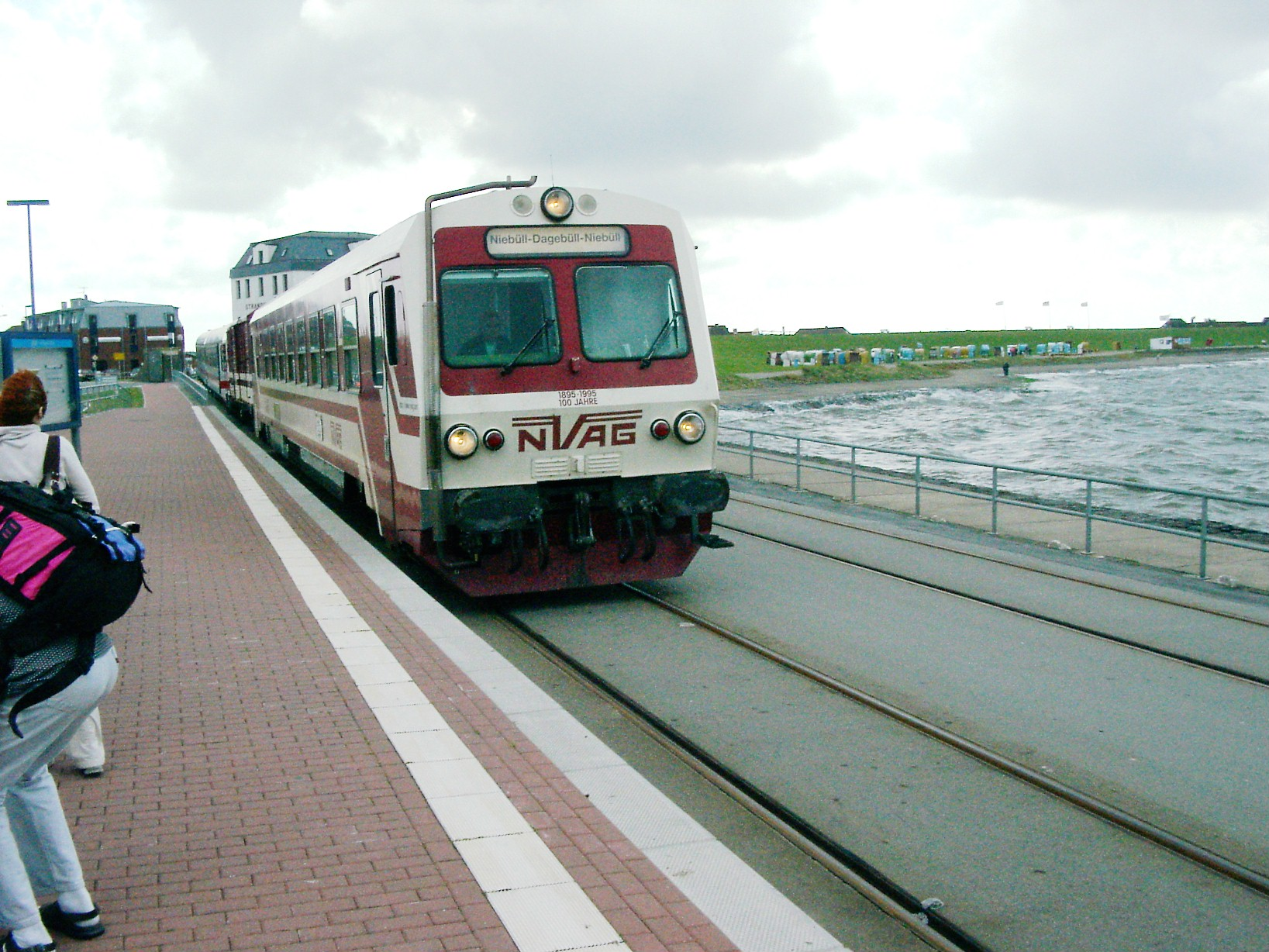
NVAG-Triebwagen T4 der neg mit Kurswagen
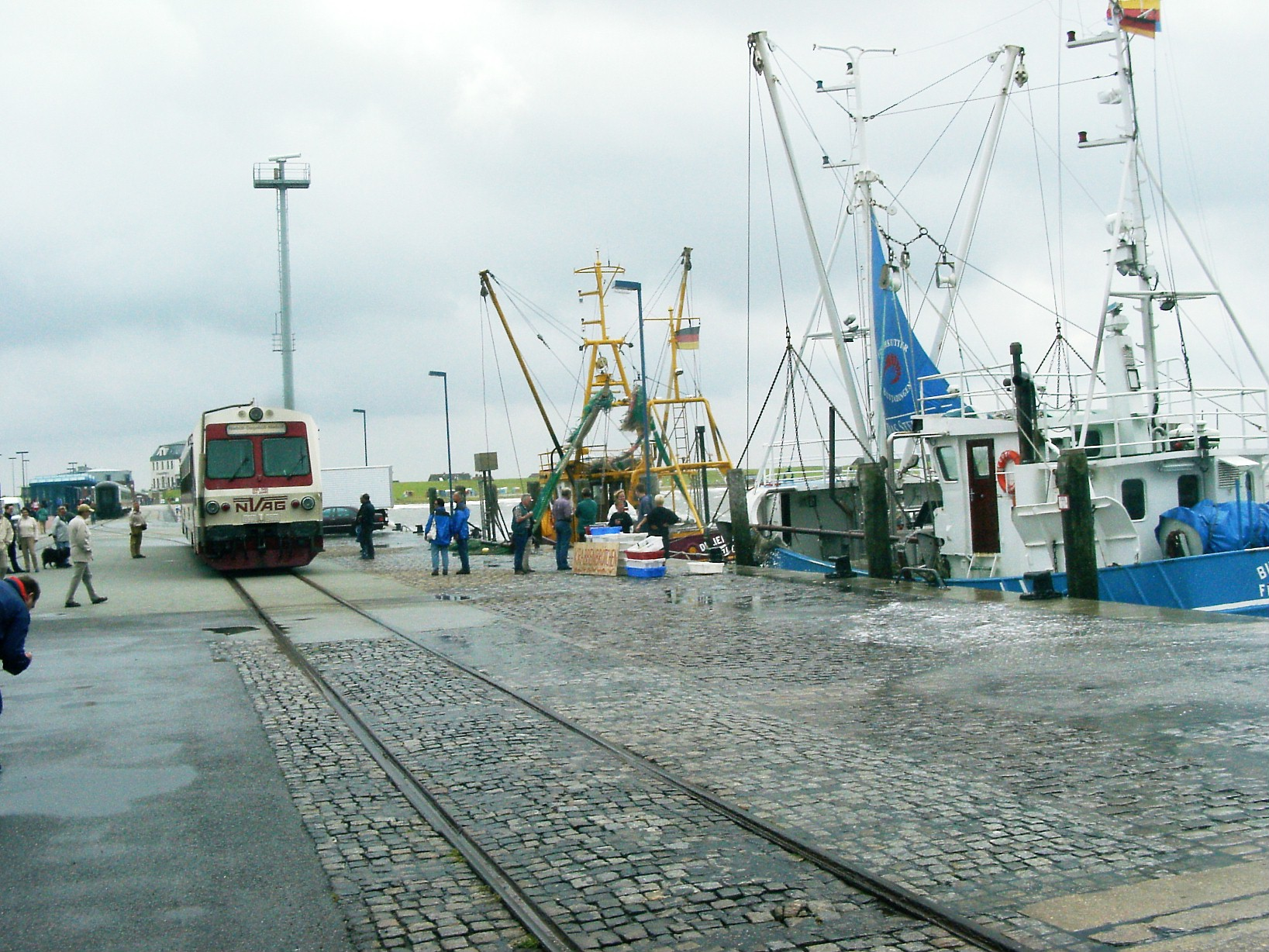
Der Triebwagen umfährt die Kurswagen
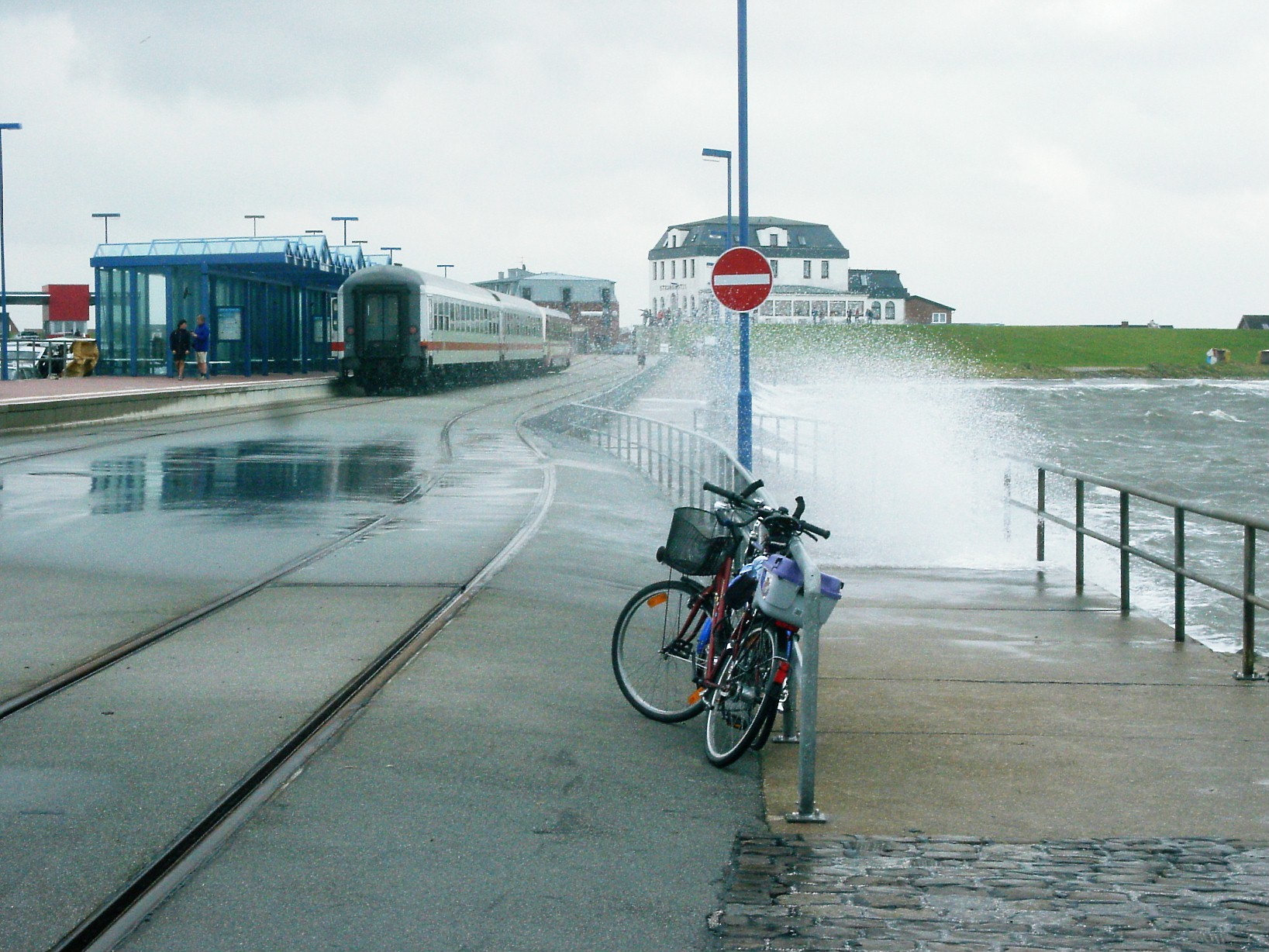
Zug mit Kurswagen im Bahnhof Dagebüll Mole

## Bedeutung
Die Strecke dient seit ihrer Errichtung vorrangig der Beförderung von Touristen und Einwohnern zu und von den Nordseeinseln Föhr und Amrum. Der Binnenverkehr auf der Bahnstrecke blieb gering und ist heute fast ohne Bedeutung. Zeitweise waren die anderen Geschäftszweige der Kleinbahn und ihrer Nachfolgegesellschaften bedeutender als der Bahnbetrieb.

## Sonstiges
- Die Wahl von Niebüll zum Ausgangspunkt der Strecke in Konkurrenz zum damals bedeutenderen Lindholm führte zu einem Aufschwung der Stadt. Sie wurde Kreisstadt des damaligen Kreises Südtondern.
- Am Betrieb mit Kurswagen wird bis voraussichtlich Dezember 2025 festgehalten, während es ansonsten keinen innerdeutschen Kurswagenverkehr – außer bei einigen Nachtzügen – mehr gibt.
- Der Bahnhof Dagebüll Hafen liegt in der Nähe des Bauhofes des Wasser- und Wirtschaftsamtes Husum, von dem die Halligbahn Dagebüll–Oland–Langeneß zu den im Wattenmeer liegenden Halligen mit einem Lorendamm zum Materialtransport führt.
- Die Strecke ist Bestandteil der ProTrain-Eisenbahnsimulation Hamburg (genauer: Hamburg-Altona–Westerland). Dort lässt sich unter anderem der Kurswagenbetrieb simulieren.